# Fauna (Disney)
Fauna es una de las tres hadas buenas de la película La Bella Durmiente.

## Historia
Llega junto con Primavera y Flora a darle sus dones a la Princesa Aurora, pero la malvada bruja Maléfica le lanza un hechizo, a Primavera le toca la tarea de evitar el maleficio. Gracias un comentario de Fauna, a Flora se le ocurre esconder a la Princesa Aurora en una casita abandonada en medio del bosque llamada la Cabaña del Leñador, bajo el nombre de Rosa, para que, durante 16 años que tenían que pasar, no se cumpliese el maleficio y Maléfica no la encontrara. Así lo hacen, y para no cometer errores se deshacen de las Varitas Mágicas de Virtud y de las alas hasta que hayan cumplido su cometido.

## Físico y personalidad
Fauna es el hada del medio, vestida con un vestido verde, un sombrero verde y una capa verde con un triángulo verde en el centro. Se la ve un poco voluble, pero es la más amable de las tres y la más sensible
Es el hada verde y lleva un ligero vestido verde de seda, un gorro de bruja en forma de cono, un pañuelo verde medio translúcido en torno al gorro y la cabeza, tiene el pelo gris, una capa verde, unos zapatos verdes y unas alas triangulares en su espalda.

## Su poder especial
En el DVD 50 aniversario se desvela que su poder consistiría en controlar a los animales.

## Su don
Su don para Aurora consiste en su "elemento", los animales, ya que la da la dulce voz como la de un pájaro.

## Adaptándose
A ella no le hizo mucha ilusión hacerse pasar por mortales, aunque cambió de opinión cuando se da cuenta de que podrá cuidar a la Princesa Aurora bebé.

## Su regalo de cumpleaños
Ella escoge hacer el pastel ya que siempre quiso hacerle. Aunque como a Flora y a Primavera, no la sale muy bien y el pastel se derrite y al leer las instrucciones se confunde (cuando lee "dos huevos" pone los huevos con cáscara y todo). Cuando deciden usar las Varitas de Virtud, encanta los utensílios de cocina para hacer el pastel, y ella enciende las velas con la varita a modo de cerilla. Debido a la disputa entre Flora y Primavera, que se lanzan hechizos para cambiar el color de El vestido de Aurora y el pastel también lo hacen cambiar al pastel quedando en tonos azules y rosas, lo que la hace mucha ilusión y la ayuda ahorrándola tiempo.
- Datos: Q5856717